# Jakob Herz

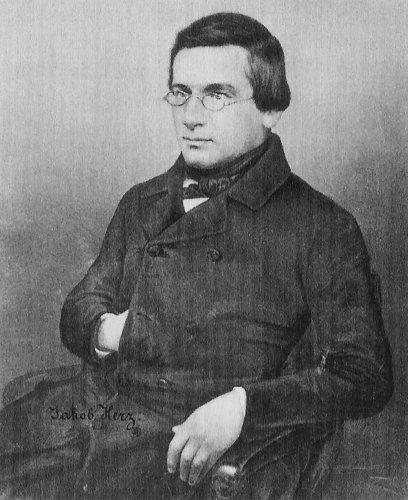
Jakob Herz, um 1850

Jakob Herz (geboren am 2. Februar 1816 in Bayreuth als Koppel Herz; gestorben am 27. September 1871 in Erlangen) war ein deutscher Arzt und erster jüdischer Professor in Bayern.

## Leben
Jakob Herz wurde in Bayreuth als erstes von elf Kindern des jüdischen Kaufmanns Samson Herz (1784–1859) und dessen Frau Rosalia (geborene Rindskopf; 1775–1863) mit dem ursprünglichen Vornamen Koppel geboren. Den Vornamen Jakob verwendete er erst 1839 bei seiner Promotion. Einer seiner Brüder war der Eisenbahningenieur Julius Herz. In seiner Kindheit machte Koppel die Bekanntschaft von  Jean Paul. In seinen Gedichten war es Samson Herz, an den er sich richtete, wenn er „mein Samson“ schrieb.
Als er sich 1870 dazu bereit erklärte, die Leitung eines Spitalzuges zu übernehmen, der sich um die Verwundeten im Krieg zwischen Frankreich und Deutschland 1870/71 kümmerte, hatte dies verheerende Folgen für seine Gesundheit.
Am 27. September 1871 um 13 Uhr erlag er seinem Leiden im Alter von nur 55 Jahren. Seine letzten Worte waren laut einer Zeitschrift: „Das Leben flieht, Gott sei’s gedankt.“ Kurz nach seinem Ableben wurden zahlreiche Nachrufe in verschiedenen, vor allem jüdischen, Zeitungen und Zeitschriften veröffentlicht, in denen die Verdienste des Verstorbenen ausgiebig gewürdigt wurden. Seine Beliebtheit wurde besonders bei der Beerdigung am 3. Oktober durch rege Teil- und Anteilnahme der Bevölkerung und der Universität deutlich.

## Wissenschaftliches Wirken
Nachdem Herz das humanistische Gymnasium (das heutige Christian-Ernestinum) in Bayreuth 1835 als Bester seiner Klasse abgeschlossen hatte, schrieb er sich im Wintersemester 1835/36 an der Universität Erlangen für das Fach Medizin ein. Schon während dieses Studiums machte sich Herz’ Treue seinem Glauben gegenüber bemerkbar.
Bereits im Jahre 1839 promovierte Herz dann unter seinem neuen Vornamen Jakob über Klumpfüße (De pedibus incurvis). Warum er seinen Namen änderte, ist nicht bekannt. Daraufhin erhielt er bei Louis Stromeyer in Erlangen eine Anstellung als Gehilfe bei orthopädischen Operationen. Gemeinsam mit diesem entwickelte er eine Operationstechnik, mit der man erstmals imstande war, Menschen mit Klumpfüßen sinnvoll zu helfen, was Scharen von Klumpfüßigen nach Erlangen kommen ließ. Bei der Entwicklung und Durchführung dieser Methode, die internationales Ansehen erreichte, spielte Herz keineswegs eine Nebenrolle, vielmehr war er ein gleichberechtigter Partner Stromeyers.
Nachdem er 1841 Assistent in der chirurgisch-augenärztlichen Abteilung des Universitätskrankenhauses in Erlangen geworden war, machte er zahlreiche Beobachtungen in der Gelenk- und Knochenchirurgie, die er der Physikalisch-medizinischen Sozietät in Erlangen mitteilte. Ebendort hielt er auch einen Vortrag über das Enchondrom, den gutartigen Knochentumor, der 1843 als Festschrift anlässlich des 100-jährigen Bestehens der Erlanger Friedrich-Alexander-Universität veröffentlicht wurde.
Inspiriert von den Versuchen des Pariser Medizinprofessors und Chirurgen Joseph-François Malgaigne entschlossen sich Ferdinand Heyfelder, der Nachfolger von Stromeyer, und dessen Assistent Jakob Herz im Jahre 1847 zu Versuchen der Narkotisierung von Patienten durch Schwefeläther. Dabei wurde dem Patienten ein Apparat, der aus einer mit Äther gefüllten Ochsenblase und einer Glasröhre bestand, an deren Ende sich ein Mundstück aus Horn befand, an den Mund gehalten, so dass er den verdunstenden Äther einatmete. Der erste Versuch einer derartigen Betäubung wurde an einem 26-jährigen Schuhmacherangestellten vorgenommen, bei dem es einen Abszess zu entfernen galt. Nach und nach nutzen immer mehr Menschen aller Altersstufen diese schmerzfreie Methode, wenn sie kleinere Eingriffe vornehmen ließen.
Im Jahr 1851 obduzierte Herz gemeinsam mit dem Internisten Franz Dittrich und dem Anatomen Joseph Gerlach, die erst kurz vorher an die Erlanger Universität berufen worden waren, die Leichen von zwei Hingerichteten. Die Ergebnisse dieser Untersuchungen wurden in der renommierten Prager Vierteljahresschrift  veröffentlicht und galten als besonders wertvoll, da es sich ja nicht um bereits durch Krankheiten geschwächte Organismen handelte, sondern um gesunde Körper.
Jakob Herz war sehr an medizinischen Fortschritten interessiert, hielt sich durch die Lektüre zahlreicher Fachzeitschriften auf dem Laufenden und gehörte, wie auch seine Kollegen Dittrich und Gerlach, der naturwissenschaftlich orientierten Prager Schule der Medizin an. Sein fortschrittsorientiertes Wirken sprach sich weit herum und machte den in Nürnberg lebenden Philosophen und Religionskritiker Ludwig Feuerbach auf Herz aufmerksam. Im Jahr 1853 lernten sich die beiden Männer kennen und schätzen. Feuerbach berichtet von Unterhaltungen mit den Erlanger Ärzten „der neuen materialistischen Schule“ und besonders mit seinem „Liebling“ Jakob Herz, mit dem er danach noch lange Zeit Kontakt pflegte.

## Aufstieg an der Universität
Seine wahre Berufung hatte Jakob Herz allerdings nicht im wissenschaftlichen Arbeiten, sondern vielmehr in der Lehrtätigkeit gefunden.
Nachdem 1841 Louis Stromeyer die Universität verlassen hatte, wechselte Herz im selben Jahr als Assistent von der orthopädischen in die chirurgisch-augenärztliche Abteilung des Universitätskrankenhauses.
1847 wurde er, mithilfe der Fürsprache von Gottfried Fleischmann, Prosektor am anatomischen Institut. Obwohl er nur mäßig verdiente, stellte diese Funktion für ihn doch einen wesentlichen Schritt zu seinem Ziel einer Professur dar, zumal er schon zu dieser Zeit Vorlesungen und Übungen veranstaltete und ein gefeierter Arzt wurde, dessen Dienste sogar von den Professoren in Anspruch genommen wurden.
1854 stellte er ein Habilitationsgesuch an den Senat der Universität, das strikt abgelehnt wurde. Angeführt wurden seine Gegner von Johann Michael Leupoldt, einem Anhänger der  christlich-germanischen Auffassung der Heilkunde. Er war Professor für theoretische Medizin und schon von Stromeyer wegen seiner Praxisferne und seinen kompromisslos christlichen Standpunkt kritisiert worden. Es wurde erklärt, dass es eine grundsätzliche Voraussetzung für die Habilitation an einer bayerischen Hochschule sei, einer christlichen Konfession anzugehören. Auch nach den Gesetzen war es Juden untersagt, Unterricht an einer deutschen Schule als einer christlichen Lehranstalt zu halten. Wesentlich für die Ablehnung von Jakob Herz’ Habilitationsgesuch war sicherlich nicht nur der Antisemitismus vieler Deutscher, sondern vor allem die Ablehnung seines wissenschaftlichen Standpunktes durch seine Gegner, aber auch die Eifersucht auf den Assistenten, dessen Vorlesungen sich so viel größerer Beliebtheit erfreuten als die der Professoren. Trotz Eingaben, die Dittrich und Gerlach an den Senat richteten und darin die wissenschaftlichen Verdienste und die Lehrqualitäten ihres Freundes hervorhoben, blieb Herz die Ernennung zum Professor verwehrt.
Allerdings wurde ihm vom bayerischen König persönlich das Recht zugestanden, Vorlesungen zu halten und diese auch öffentlich anzukündigen. Das mag als ein schwacher Trost für den Mann scheinen, der trotz seiner außergewöhnlichen Fähigkeiten und seines großen Einsatzes nun doch gezwungen war, in seiner untergeordneten Position auszuharren. Doch muss man bedenken, dass Herz mit diesem Vorrecht schon mehr erreicht hatte als je ein Jude vor ihm.
Kurzfristig war er außerdem kommissarischer Leiter der chirurgischen Klinik, nachdem Johann Friedrich Heyfelder die Universität verlassen hatte.
1861 wurde Juden in Bayern durch König Ludwig II. offiziell die Gleichberechtigung zugestanden, und der Senat der Universität stellte ein Gesuch, Jakob Herz zum außerordentlichen Professor zu ernennen. Obwohl sich diesmal sogar die theologische Fakultät Erlangens diesem angeschlossen hatte, wurde Herz nur zum Honorarprofessor ernannt, was bedeutete, dass er weiterhin an der Universität nur unterrichtete, ohne eine Dienststelle innezuhaben und auch nicht die volle Funktion eines Professors erhielt. Dies rief in ihm größte Enttäuschung hervor. Erst nachdem er damit gedroht hatte, die Stadt zu verlassen, wurde er 1863 schließlich zum außerordentlichen Professor an der Universität Erlangen ernannt. 1867 wurde Herz in die Ehrenbürgerschaft aufgenommen, was man vor allem deswegen würdigen muss, weil erst seit 1860 Juden in Erlangen und dessen Landkreis erlaubt worden waren. Dass Herz schon vor dieser Erlaubnis in der Stadt studierte und arbeitete, war einer Ausnahme zu verdanken. 1869, zwei Jahre vor seinem Tod, wurde er als erster Jude in Bayern ordentlicher Professor der Anatomie. Im selben Jahr stieg er auch in der Parteihierarchie der Bayerischen Fortschrittspartei, der er drei Jahre zuvor beigetreten war, auf. Er wurde in das Erlanger Kollegium der Gemeindebevollmächtigten gewählt.

## Ehrungen

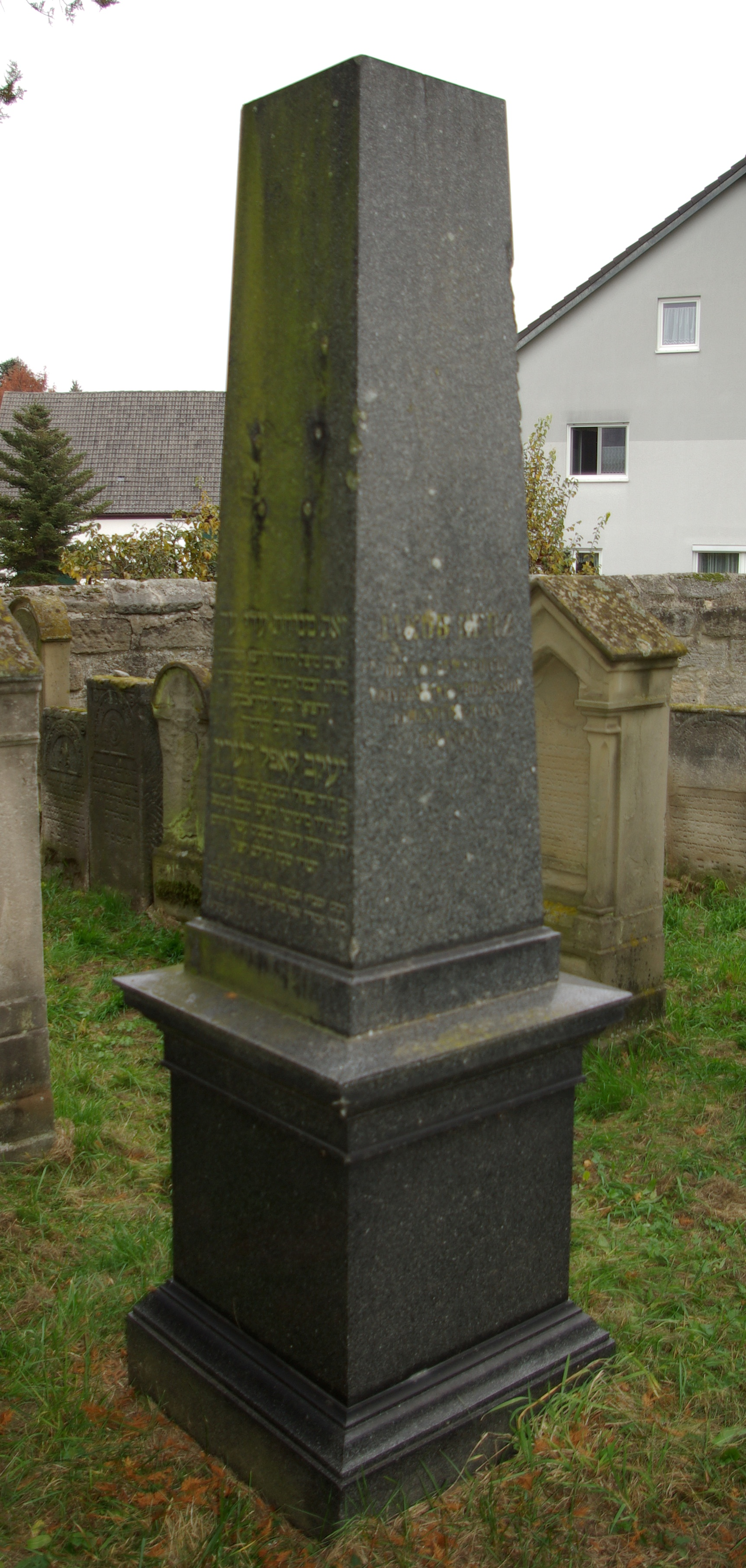
Grabmal von Heinrich Herz in Baiersdorf

Die ansonsten auf Hebräisch verfasste Inschrift auf dem Grabmal von Jakob Herz auf dem jüdischen Friedhof in Baiersdorf enthält auch folgende Angaben in deutscher Sprache:
JAKOB HERZ

DOKTOR DER MEDICIN

UNIVERSITÄTSPROFESSOR

EHRENBÜRGER VON

ERLANGEN
Bei den Schändungen des Friedhofs während der Zeit des Nationalsozialismus wurden das Gitter der Umfassung sowie ein am Grabstein angebrachter Ehrenkranz aus Metall entfernt. Auf der Informationstafel des Friedhofs wird Herz als eine der bekanntesten der dort begrabenen Persönlichkeiten genannt.

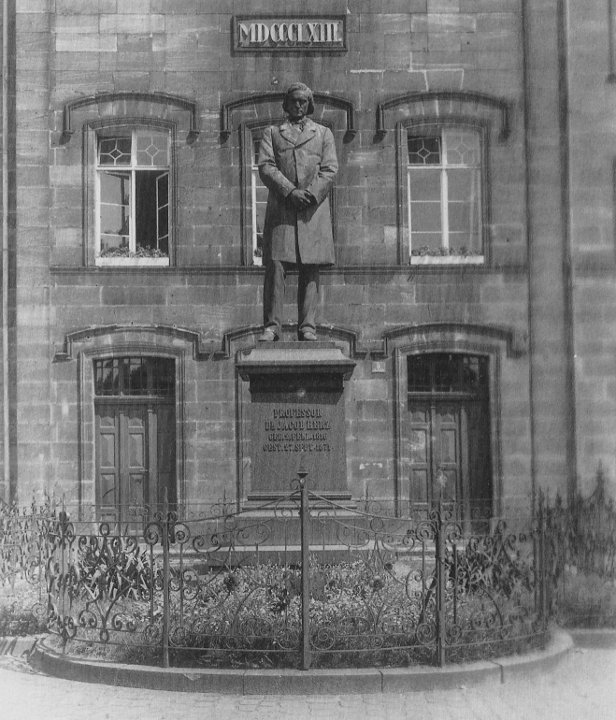
Herz-Denkmal in Erlangen, um 1900

Aufgrund seiner Beliebtheit als leidenschaftlicher Lehrer und Arzt wurde ihm zu Ehren nach seinem Tod eine Statue errichtet:
Gleich nach seinem Tod begannen Freunde und dankbare Patienten mit dem Sammeln von Geldern zum Bau eines Denkmals. Dieses wurde am 6. Mai 1875 in Form einer auf einem Steinsockel stehenden doppeltlebensgroßen Bronzestatue, die Herz im Gehrock darstellte, feierlich enthüllt. Dieses Werk wurde vom  Wiener Bildhauer Caspar von Zumbusch entworfen und von Christoph Lenz gegossen. Sein Standort war der Holzmarkt, der heutige Hugenottenplatz, wo sich damals eine Schule befand. Es war das erste Denkmal, das einem Juden in Bayern gewidmet wurde.
Zudem gründete das Komitee, das auch schon das Errichten des Denkmals in die Wege geleitet hatte, eine Jakob-Herz-Stipendienstiftung, die es sich zum Ziel gemacht hatte, mittellose Angehörige aller Konfessionen beim Medizinstudium zu unterstützen.
Später, im Jahr 1924, wurde von Max Freudenthal, dem Vorsitzenden der jüdischen Gemeinde in Nürnberg, auch eine Jakob-Herz-Loge mit demselben Auftrag ins Leben gerufen.
Am 14. September 1933 beschloss die NS-Stadtratsfraktion in Erlangen unter Vorsitz des Oberbürgermeisters Hans Flierl,  „eine Kulturschande, die das ganze deutsche Volk als solche empfinden musste, wieder gutzumachen“ , sprich das Herz-Denkmal auf dem damaligen Luitpoldplatz zu entfernen. Im Erlanger Tagblatt erschien am selben Tag ein Artikel, in dem der anonyme Verfasser sämtliche Verdienste Herz’ leugnete und die Bronzeskulptur als vollkommen ungerechtfertigt bezeichnete.
Nachdem die Statue unter Spott von zahlreichen gaffenden Zuschauern „gefällt“ worden war, wurde sie in einem Holzkasten verwahrt, 1944 dann zur Altmaterial-Sammlung gegeben und vermutlich zu Kriegszwecken eingeschmolzen.

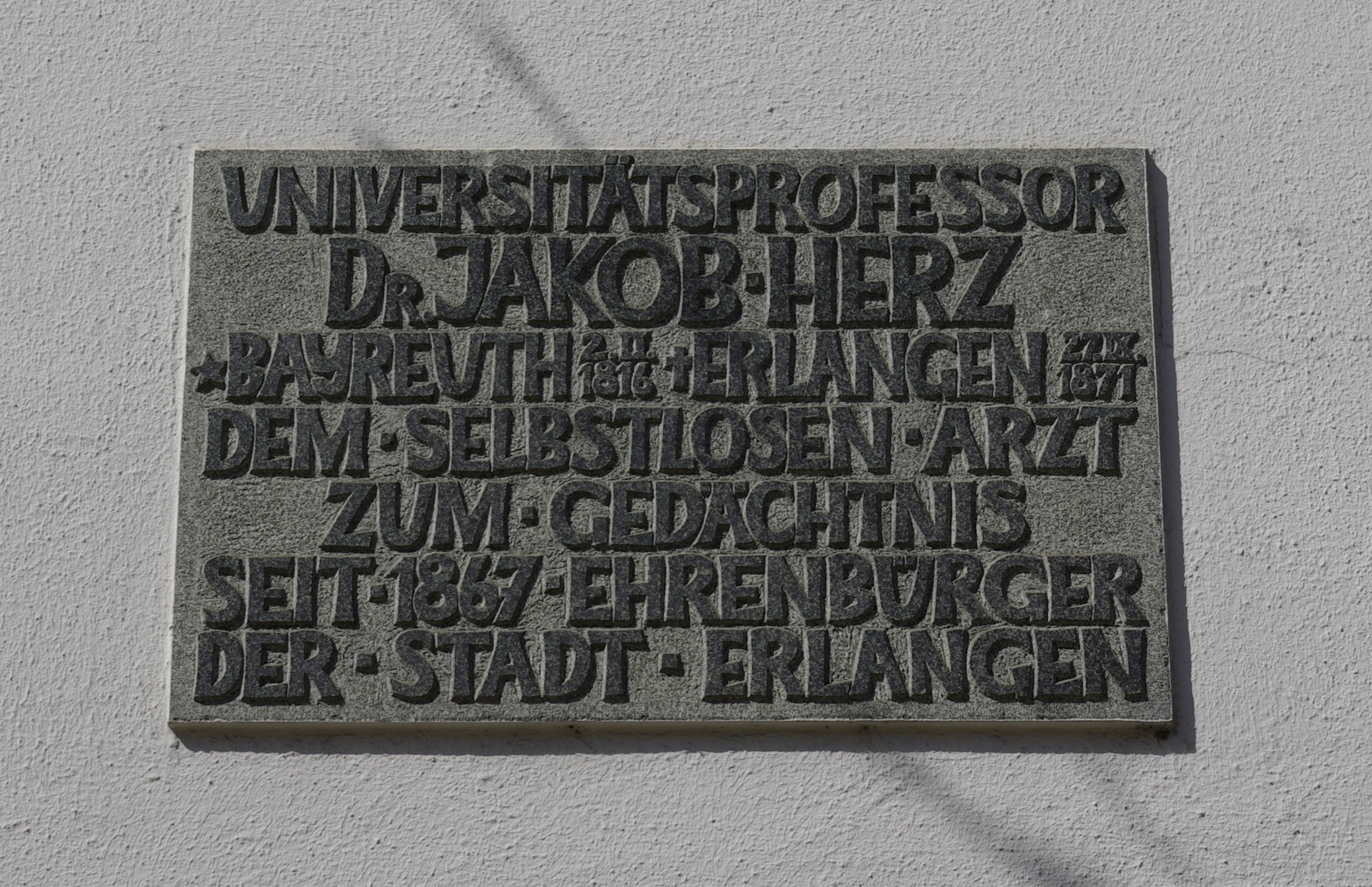
Gedenktafel am Haus Heuwaagstraße 18 in Erlangen

1967 wurde an Jakob Herz’ ehemaligem Wohnhaus in der Heuwaagstraße 18 eine Gedenktafel enthüllt:
UNIVERSITÄTSPROFESSOR

DR. JAKOB HERZ

* Bayreuth 2.II.1816 † 27.IX.1871

DEM SELBSTLOSEN ARZT

ZUM GEDÄCHTNIS

SEIT 1867 EHRENBÜRGER

DER STADT ERLANGEN

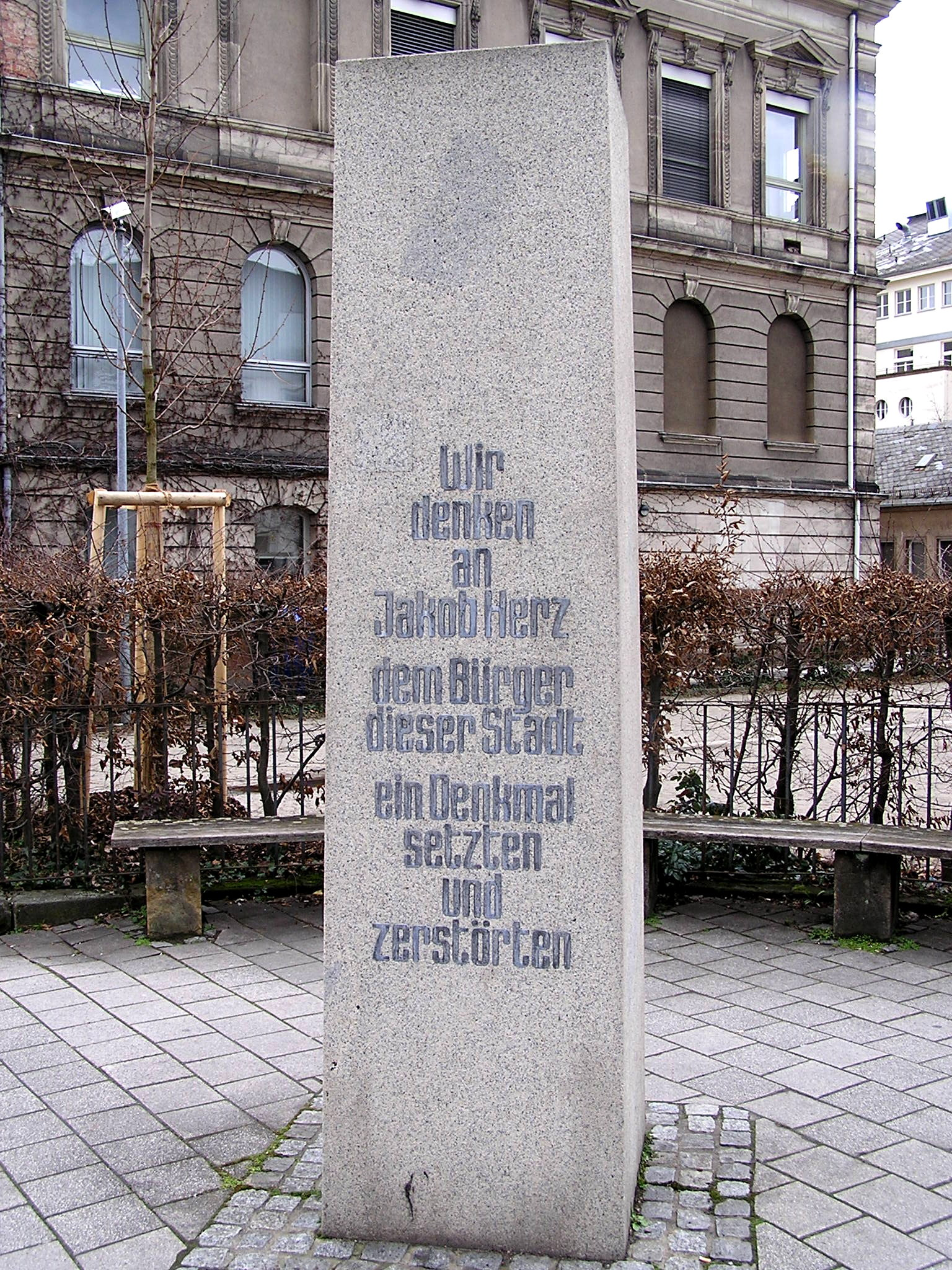
Jakob-Herz-Stele, 2007

1983 folgte eine Stele, die  „Ein Denkmal an ein Denkmal“ darstellen und an die ursprüngliche Statue erinnern sollte. Der Text auf der Vorderseite lautet:
Wir denken an Jakob Herz

dem Bürger dieser Stadt

ein Denkmal setzten und zerstörten
Auf der Rückseite findet sich ein kurzer Lebenslauf. Die Stele steht an der Kreuzung zwischen Universitäts- und Krankenhausstraße, vereint also in gewisser Weise die beiden elementaren Wirkensbereiche von Herz.

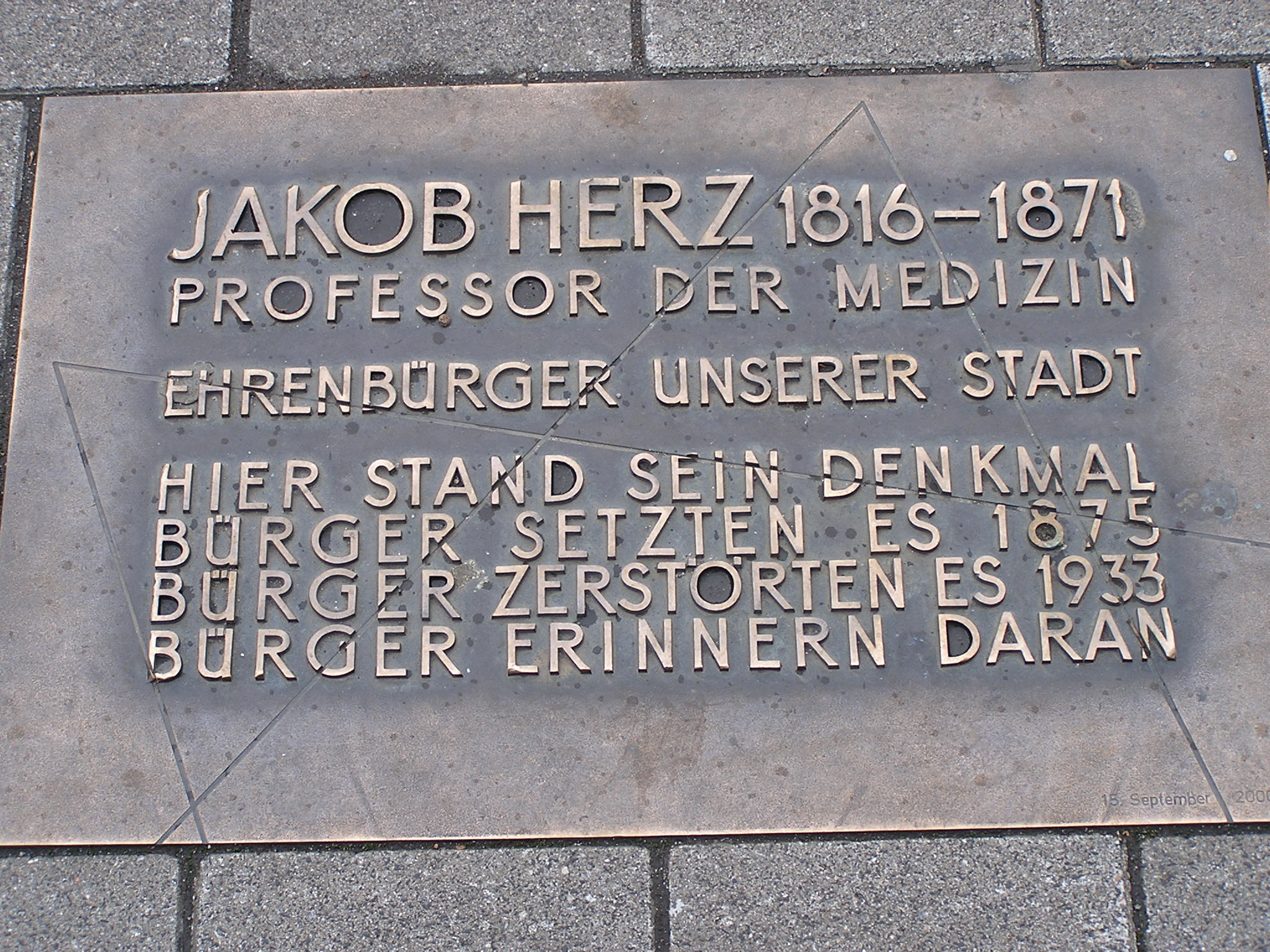
Bronzeplatte auf dem Hugenottenplatz, 2007

2000 wurde eine Bronzeplatte auf dem heutigen Hugenottenplatz in den Boden eingelassen, wo sich das ursprüngliche Denkmal befand. Die Aufschrift lautet:
JAKOB HERZ 1816-1871

PROFESSOR DER MEDIZIN

EHRENBÜRGER UNSERER STADT

HIER STAND SEIN DENKMAL

BÜRGER SETZTEN ES 1875

BÜRGER ZERSTÖRTEN ES 1933

BÜRGER ERINNERN DARAN
Quer durch den Text ist ein zerbrochener Davidstern geritzt, der die Religion des ehemaligen Professors hervorhebt.
2002 wurde eine neu gebaute Erschließungsstraße in Erlangen Jakob-Herz-Weg genannt und außerdem neben der bereits vorhandenen Platte eine 5,80 m hohe Pinnnadel errichtet, wie sie in Erlangen an vielen historisch bedeutsamen Plätzen zu finden ist. Sie wurde von der Erlanger Künstlerin Isi Kunath gefertigt. Dazu gehört auch eine Kunststoffplatte im Boden:
1875 würdigte die Erlanger Bürgerschaft mit der Errichtung des Denkmals den Ehrenbürger ihrer Stadt, den Universitätsprofessor Dr. Jakob Herz.

Der wohltätige Arzt war in der Bevölkerung sehr beliebt.

Am 15. September 1933 zerstörten die Nationalsozialisten dieses Denkmal, das erste, das einem jüdischen Professor einer Bayerischen Universität gesetzt wurde.

Seit 1983 erinnert wieder ein Gedenkstein in der Universitätsstraße an den Mediziner.

Ihm zu Ehren wurde im Jahr 2000 eine Bronzeplatte am Hugenottenplatz eingelassen.

 

### Jakob-Herz-Preis
2009 vergab die Friedrich-Alexander-Universität Erlangen-Nürnberg erstmals den Jakob-Herz-Preis für Medizinische Forschung, der mit 10.000 € dotiert ist. Er wird als Auszeichnung für herausragende wissenschaftliche Erfolge auf dem Gebiet der theoretischen und klinischen Medizin verliehen. 2009 ging er an Robert A. Weinberg vom Whitehead Institute for Biomedical Research Cambridge, USA. Dieser wurde für seine Verdienste als „a Pioneer of Molecular Oncology“ geehrt und erhielt zusätzlich zu dem Geld eine Urkunde und eine Medaille mit einem Porträt von Jakob Herz. 2016 wurde der Preis an Fred H. Gage vom Salk Institute for Biological Studies verliehen, 2018 an die französische Krebsforscherin Laurence Zitvogel.
Eine Straße in der Nähe des Klinikums Bayreuth trägt seit 1988 Herz’ Namen, und obwohl sein Geburtshaus (Kulmbacher Straße 7) nach 1974 abgerissen wurde, wurde am Nachfolgehaus vom ehemaligen Oberbürgermeister Dieter Mronz eine neue Gedenktafel eingeweiht.

## Veröffentlichungen
- Schwefeläther. Versuche in der chirurgischen Klinik zu Erlangen. In: Augsburger Allgemeine Zeitung vom 6. Februar 1847, S. 290 f.